# 哈塞格城堡

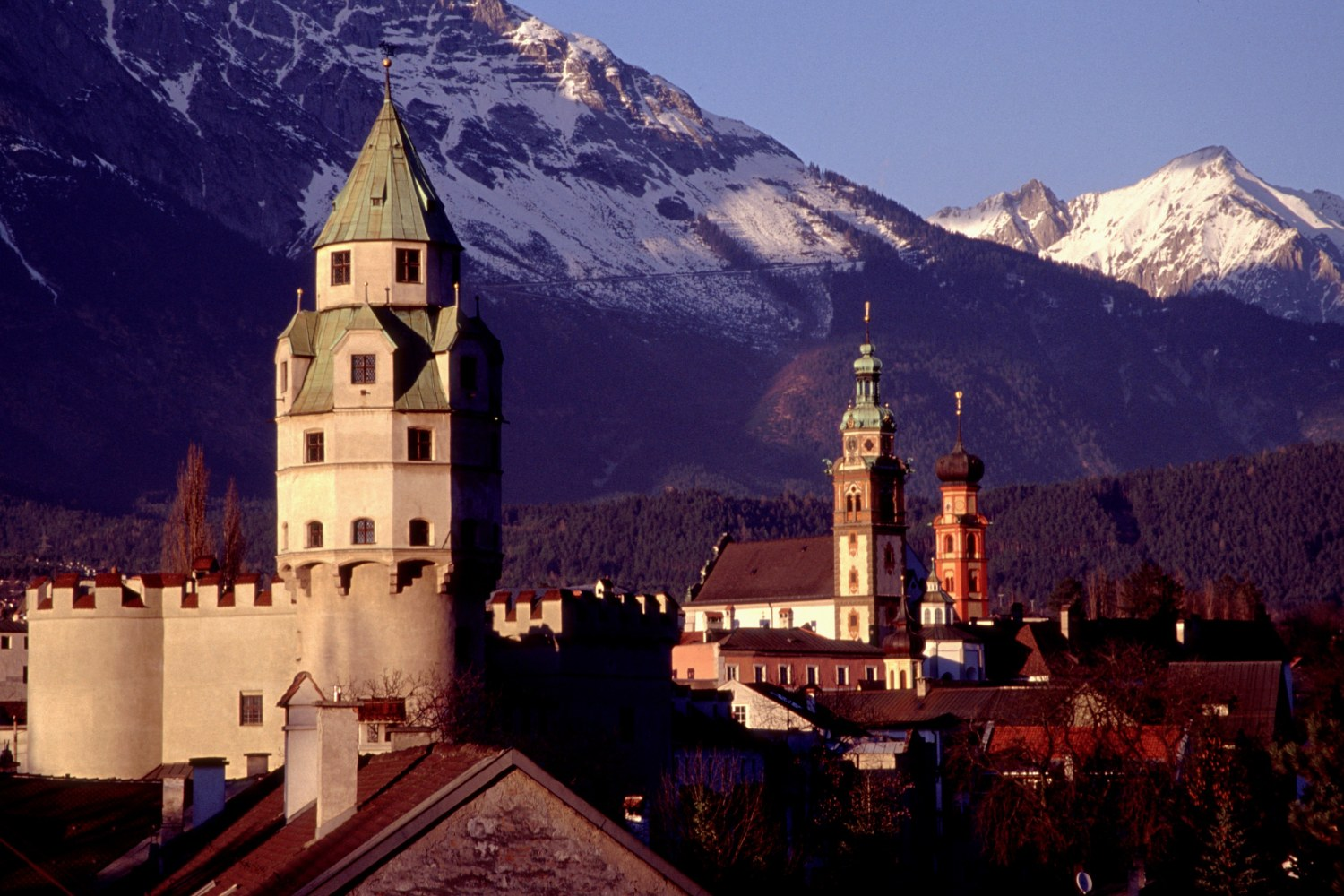

哈塞格城堡（德語：Burg Hasegg）是奧地利提羅爾州的一座城堡。哈塞格城堡竣工於月1300年，現在是一個博物館。

## 外部連結
- Hall Mint Museum（页面存档备份，存于） - official site
- Template:Burgen-austria